# Noël-Nicolas Coypel

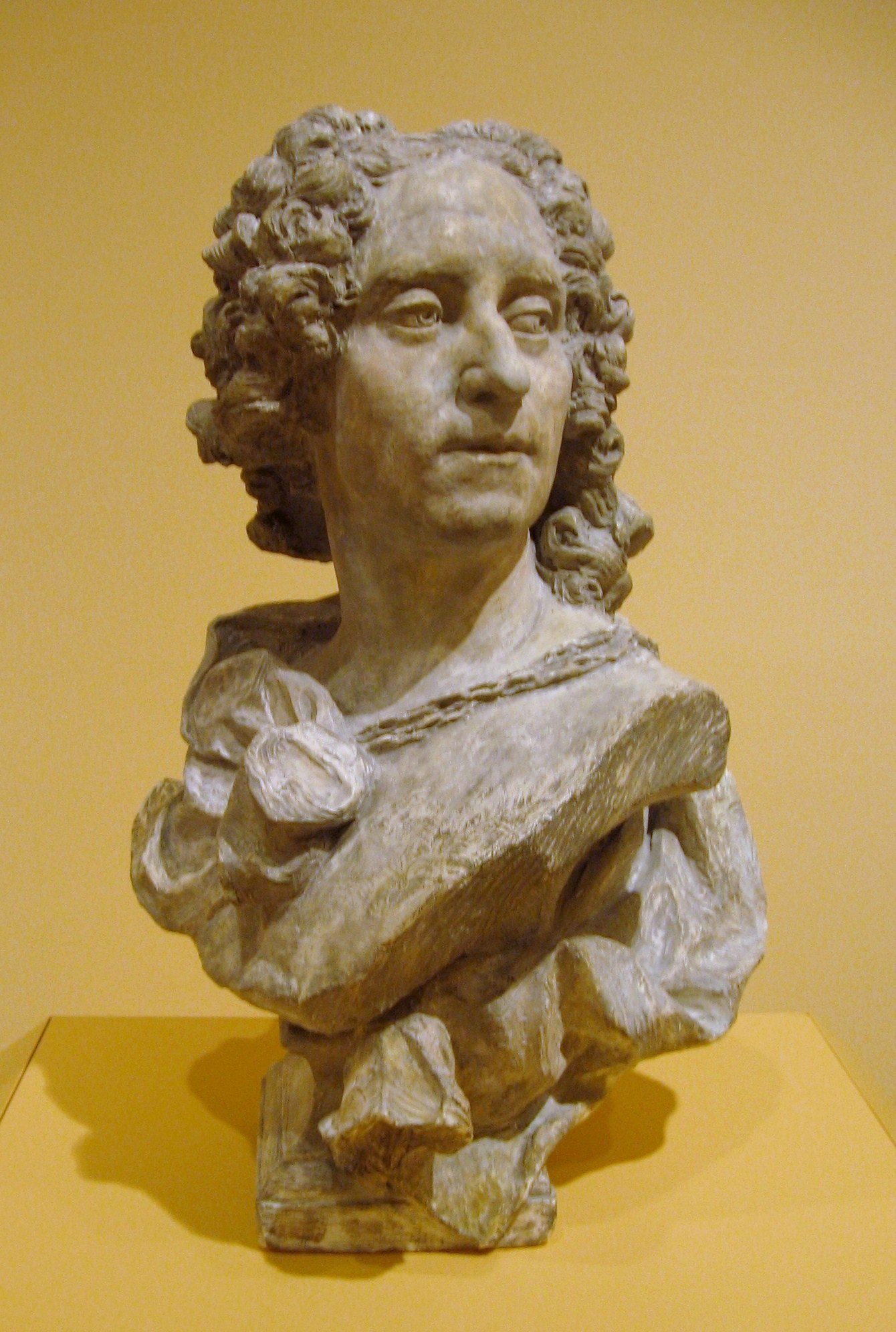
Büste Noël Nicolas Coypels von Lemoyne

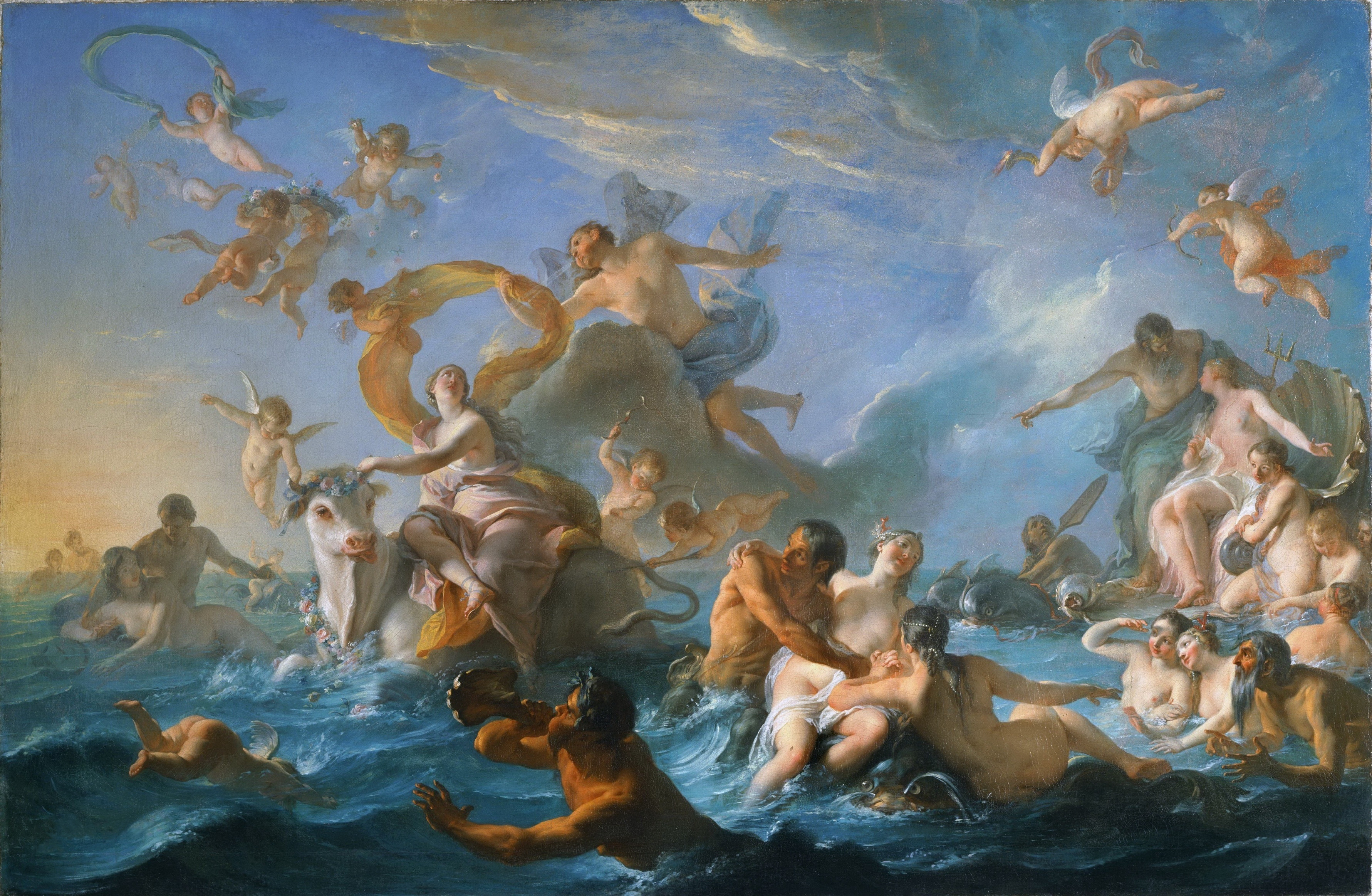
Das Bild Enlèvement d'Europe (Raub der Europa) gilt als Hauptwerk Noël-Nicolas Coypels.

Noël-Nicolas Coypel (* 17. November 1690 in Paris; † 14. Dezember 1734 ebenda) war ein französischer Maler aus der Frühphase des Rokoko.
Noël-Nicolas Coypel war ein Sohn des Malers Noël Coypel und der Halbbruder des fast dreißig Jahre älteren Antoine Coypel. Seine Bildthemen entstammten oft der antiken Mythologie. Er wird in der Kunstgeschichte oft als der begabteste Maler der Künstlerfamilie Coypel angesehen, auch wenn er der am wenigsten bekannte ist; dies hängt nicht zuletzt mit seinem krankheitsbedingten frühen Tod und einer nur kurzen Phase künstlerischer Reife und kommerziellen Erfolgs (von 1725 bis etwa 1728) zusammen. Er war zwar Peintre du Roi (Maler des Königs), nahm aber, wohl wegen seines zurückhaltenden Charakters, im Gegensatz zu seinen Verwandten keine Leitungsposten in den französischen Kulturinstitutionen ein. Einer seiner Schüler und für kurze Zeit auch sein Assistent war Jean Siméon Chardin.